# Stanislaô La Quang
Stanislaô La Quang (1911 - 2004; tiếng Trung:羅光; tiếng Anh:Stanislaus Lo Guang / Lokuang) là một Giám mục người Trung Quốc phục vụ tại Đài Loan của Giáo hội Công giáo Rôma. Ông nguyên là Tổng giám mục chính tòa Tổng giáo phận Đài Bắc và Chủ tịch Hội đồng Giám mục Trung Quốc. Trước khi thăng Tổng giám mục, ông còn đảm trách vai trò Giám mục chính tòa Giáo phận Đài Nam. Giám mục họ La cũng tham dự đầy đủ 4 giai đoạn của Công đồng Vatican II kéo dài từ năm 1962 đến năm 1965.

## Tiểu sử
Tổng giám mục La Quang sinh ngày 1 tháng 1 năm 1911 tại Hengyang, thuộc Trung Quốc. Sau quá trình tu học dài hạn tại các cơ sở chủng viện theo quy định của Giáo luật, ngày 9 tháng 2 năm 1936, Phó tế La, 25 tuổi, tiến đến việc được truyền chức linh mục.
Sau 25 năm thi hành các công việc mục vụ trên cương vị là một linh mục, ngày 21 tháng 3 năm 1961, tin tức từ Tòa Thánh loan báo việc Giáo hoàng đã tuyển lựa linh mục Stanislaô La Quang, 50 tuổi, gia nhập vào giám mục đoàn Công giáo hoàn vũ, với vị trí được trao phó là Giám mục chính tòa Giáo phận Đài Nam, Đài Loan. Lễ tấn phong cho vị tân chức được tổ chức sau đó vào ngày 21 tháng 5 cùng năm, với phần nghi thức chính yếu được cử hành cách trọngt hể bởi 3 giáo sĩ cấp cao. Chủ phong cho vị tân giám mục là Đương kim Giáo hoàng, Giáo hoàng Gioan XXIII, Thượng phụ Tây Phương. Hai vị còn lại, với vai trò phụ phong, gồm có Giám mục Fulton John Sheen, Giám mục Phụ tá Tổng giáo phận New York, New York, Hoa Kỳ và Giám mục Edoardo Mason, F.S.C.J., Đại diện Tông Tòa Hạt Đại diện Tông Tòa Bahr el-Ghazal, Sudan. Tân giám mục chọn cho mình khẩu hiệu:In lumine tuo videmus lumen.
Gần 5 năm sau ngày được chọn làm Giám mục, qua bản tin từ Tòa Thánh cho phổ biến vào ngày 15 tháng 2 năm 1966, Tòa Thánnh chỉ định Giám mục Stanislaô La Quang làm Tổng giám mục chính tòa Tổng giáo phận Đài Bắc. Mười hai năm sau đó, ngày 5 tháng 8 năm 1972, ông từ nhiệm vị trí Tổng giám mục.
Tổng giám mục La Quang qua đời sau đó vào ngày 28 tháng 2 năm 2004, thọ 93 tuổi.